# Басерга, Эми
Эми Басерга (нем. Amy Baserga; род. 29 сентября 2000, Цюрих) — швейцарская биатлонистка. Принимала участие в зимних Олимпийских играх 2022 года.

## Карьера
Выиграла шесть медалей на чемпионатах мира по биатлону среди юниоров. Участвовала в четырёх биатлонных соревнованиях на зимних Олимпийских играх 2022 года. Была частью швейцарской команды в смешанной эстафете, заняв 8-е место из 20 команд. Заняла 69-е место из 89 участников в индивидуальном зачёте, 54-е место из 89 участников в спринте и 39-е место из 60 участников в гонке преследования.

## Личная жизнь
Также занималась лёгкой атлетикой, прыжками на лыжах с трамплина и беговыми лыжами, прежде чем начала заниматься биатлоном после того, как её старший брат Тим открыл для себя этот вид спорта в 2007 году.

## Результаты

### Олимпийские игры
0 медалей
| Соревнование | Индивидуальный зачёт | Спринт | Гонка преследования | Общий старт | Эстафета        | Одиночная смешанная эстафета |
| ------------ | -------------------- | ------ | ------------------- | ----------- | --------------- | ---------------------------- |
| Пекин 2022   | 69                   | 54     | 39                  | —           | не финишировала | 8                            |

### Чемпионаты мира
0 медалей
| Соревнование              | Индивидуальный зачёт | Спринт | Гонка преследования | Общий старт | Эстафета | Смешанная эстафета | Одиночная смешанная эстафета |
| ------------------------- | -------------------- | ------ | ------------------- | ----------- | -------- | ------------------ | ---------------------------- |
| Оберхоф 2023              | 38                   | 39     | 26                  | —           | 8        | —                  | —                            |
| Нове-Место-на-Мораве 2024 | 51                   | 54     | 54                  | —           | 9        | 4                  | —                            |